# ヤングドラマセレクション
『ヤングドラマセレクション』は、2011年9月27日まで東海テレビ放送で月曜日から金曜日16：30〜17：30に放送されていた、フジテレビ系列のドラマの再放送枠。2011年10月3日以降は『ゆうプレ』で引き続きフジテレビ系列のドラマの再放送が行われている。

## 概要
- フジテレビ系列で放送された連続ドラマの中で、若者に人気が高かったものを中心に再放送している。
- 他局は16時から17時台にかけて夕方のニュース番組編成をしいていることもあり、他局との差別化を図っている。
- 2009年6月までは、連続ドラマのときに16:9のハイビジョン画質で放送されたドラマでも、4:3のSD画質で放送していた（時折、16:9のHD画質で放送されることもあった。その場合、地上アナログ放送ではレターボックスで放送されていた）。2000年頃までは、提供クレジット部分（現在はブルーバック）や次回予告などが本放送時同様に放送されていた。
- 2011年3月までは初回や最終回などで放送時間が長い場合に、16:00 - 16:30（JST）のアニメの再放送枠（普段は『ONE PIECE』『ドラゴンボール改』を放送）を短縮して『トムとジェリー』等に変更することがある（金曜日に短縮となる場合、『ONE PIECE』（本放送）は他の曜日での放送となる）。ただし、15分拡大などのスペシャルをカットして通常の放送時間で放送することはよくある。

最終回が2時間スペシャルのドラマの場合、『花ざかりの君たちへ〜イケメン♂パラダイス〜』のように2つに分けて放送するものと、『救命病棟24時』第4シリーズのように2時間のままで放送するものとの2パターンが存在する(後者の場合、ドラマカフェの1時間分、東海テレビニュース、特選アニメ劇場を休止する)。
- また、テレビ番組や映画の番宣がこの枠で放送されることもあり、その場合は休止する（最近は特選アニメ劇場内で放送されることが多い）。
- なお、東海テレビには、同じく月曜から金曜の14:58〜15:54（JST）に『drama cafe』という枠で、フジテレビ系列のドラマの再放送をしている番組がある。ちなみに、『drama cafe』で再放送したことのあるドラマをこの枠で再放送することもある。

## 放映リスト
フジテレビ系列ドラマ（2007年8月以降）
| 放映開始日     | タイトル                                             | 備考                   |
| -------------- | ---------------------------------------------------- | ---------------------- |
| 2007年8月      | WATER BOYS（第1シリーズ）                            |                        |
| 2007年9月7日   | エンジン                                             | 初回と最終回は16：15～ |
| 2007年9月25日  | 踊る大捜査線                                         | 最終回は16：15～       |
| 2007年10月11日 | 医龍-Team Medical Dragon-（第1シリーズ）             |                        |
| 2007年10月26日 | 美女か野獣                                           |                        |
| 2007年11月15日 | Dr.コトー診療所2006（第2シリーズ）                   |                        |
| 2007年12月5日  | やまとなでしこ                                       |                        |
| 2008年1月4日   | 花ざかりの君たちへ〜イケメン♂パラダイス〜            |                        |
| 2008年1月23日  | 電車男                                               |                        |
| 2008年2月8日   | アンフェア                                           |                        |
| 2008年2月25日  | 救命病棟24時（第2シリーズ）                          |                        |
| 2008年3月13日  | プロポーズ大作戦                                     |                        |
| 2008年4月1日   | アテンションプリーズ                                 |                        |
| 2008年4月16日  | Dr.コトー診療所2003（第1シリーズ）                   |                        |
| 2008年5月1日   | ラブジェネレーション                                 |                        |
| 2008年5月20日  | ナースのお仕事（第4シリーズ）                        |                        |
| 2008年6月9日   | 古畑任三郎（第3シリーズ）                            |                        |
| 2008年6月25日  | 恋におちたら〜僕の成功の秘密〜                       |                        |
| 2008年7月10日  | きらきらひかる                                       |                        |
| 2008年7月28日  | ファースト・キス                                     |                        |
| 2008年8月13日  | のだめカンタービレ                                   |                        |
| 2008年9月1日   | ガリレオ                                             |                        |
| 2008年9月16日  | 花ざかりの君たちへ〜イケメン♂パラダイス〜            |                        |
| 2008年10月6日  | プロポーズ大作戦                                     |                        |
| 2008年10月23日 | 美女か野獣                                           |                        |
| 2008年11月10日 | ガリレオ                                             |                        |
| 2008年11月25日 | 暴れん坊ママ                                         |                        |
| 2008年12月9日  | やまとなでしこ                                       |                        |
| 2009年1月7日   | アテンションプリーズ                                 |                        |
| 2009年1月23日  | お金がない!                                          |                        |
| 2009年2月10日  | ラスト・フレンズ                                     |                        |
| 2009年2月26日  | コード・ブルー -ドクターヘリ緊急救命-（第1シリーズ） |                        |
| 2009年3月13日  | 救命病棟24時（第2シリーズ）                          |                        |
| 2009年4月3日   | 花ざかりの君たちへ〜イケメン♂パラダイス〜            |                        |
| 2009年4月22日  | セレブと貧乏太郎                                     |                        |
| 2009年5月14日  | プロポーズ大作戦                                     |                        |
| 2009年5月29日  | ナースのお仕事（第3シリーズ）                        |                        |
| 2009年7月2日   | Dr.コトー診療所2006（第2シリーズ）                   |                        |
| 2009年7月22日  | 救命病棟24時（第3シリーズ）                          |                        |
| 2009年8月6日   | BOSS（第1シリーズ）                                  |                        |
| 2009年8月21日  | メイちゃんの執事                                     |                        |
| 2009年9月7日   | WATER BOYS2（第2シリーズ）                           |                        |
| 2009年10月1日  | 美女か野獣                                           |                        |
| 2009年10月19日 | 救命病棟24時（第２シリーズ）                         |                        |
| 2009年11月6日  | LIAR GAME（第1シリーズ）                             |                        |
| 2009年11月25日 | のだめカンタービレ                                   |                        |
| 2009年12月10日 | ブザー・ビート〜崖っぷちのヒーロー〜                 |                        |
| 2010年1月5日   | ガリレオ                                             |                        |
| 2010年1月20日  | 暴れん坊ママ                                         |                        |
| 2010年2月3日   | コード・ブルー -ドクターヘリ緊急救命-（第1シリーズ） |                        |
| 2010年2月19日  | 救命病棟24時（第4シリーズ）                          |                        |
| 2010年3月2日   | LIAR GAME（第2シリーズ）                             |                        |
| 2010年3月15日  | アテンションプリーズ                                 |                        |
| 2010年4月2日   | 医龍-Team Medical Dragon-（第1シリーズ）             |                        |
| 2010年4月19日  | のだめカンタービレ                                   |                        |
| 2010年5月10日  | トップキャスター                                     |                        |
| 2010年5月24日  | HERO                                                 |                        |
| 2010年6月11日  | プライド                                             |                        |
| 2010年6月29日  | 踊る大捜査線                                         |                        |
| 2010年7月16日  | 泣かないと決めた日                                   |                        |
| 2010年7月29日  | GTO（第１シリーズ）                                  |                        |
| 2010年8月16日  | お金がない!                                          |                        |
| 2010年9月1日   | 海猿                                                 |                        |
| 2010年9月17日  | ヴォイス〜命なき者の声〜                             |                        |
| 2010年10月6日  | SP                                                   |                        |
| 2010年10月22日 | 医龍-Team Medical Dragon-（第2シリーズ）             |                        |
| 2010年11月12日 | ガリレオ                                             |                        |
| 2010年11月29日 | 古畑任三郎（第3シリーズ）                            |                        |
| 2010年12月14日 | 花ざかりの君たちへ〜イケメン♂パラダイス〜            |                        |
| 2011年1月11日  | Dr.コトー診療所2003（第1シリーズ）                   |                        |
| 2011年1月27日  | トライアングル                                       |                        |
| 2011年2月14日  | 月の恋人〜Moon Lovers〜                              |                        |
| 2011年2月25日  | アットホーム・ダッド                                 |                        |
| 2011年3月24日  | 1リットルの涙                                        |                        |
| 2011年4月4日   | フリーター、家を買う。                               |                        |
| 2011年4月20日  | BOSS（第1シリーズ）                                  |                        |
| 2011年5月17日  | メイちゃんの執事                                     |                        |
| 2011年6月2日   | 救命病棟24時（第４シリーズ）                         |                        |
| 2011年6月20日  | ジョーカー 許されざる捜査官                          |                        |
| 2011年8月29日  | 花ざかりの君たちへ〜イケメン♂パラダイス〜            |                        |
| 2011年9月26日  | セレブと貧乏太郎                                     |                        |

## 頻繁に放送される作品
- お金がない!（2006年3月 - 、2009年1月 - 、2010年8月 - 、2012年12月 - ）
- HERO（2012年12月 - ）
- ルーキー!
- やまとなでしこ
- ナースのお仕事シリーズ
- プロポーズ大作戦
- ガリレオ